# سيمون كوك
سيمون كوك (29 يناير 1972 - ) (بالإنجليزية: Simon Cook)‏ هو لاعب كريكت أسترالي. شارك مع منتخب أستراليا الوطني للكريكت.

## وصلات خارجية
- سيمون كوك على موقع إي آس بي آن كريك إنفو (الإنجليزية)